# María Luisa Ponte
María Luisa Ponte, née à Medina de Rioseco le 21 juin 1918 et morte à Aranjuez le 2 mai 1996, est une populaire actrice espagnole, lauréate d'un Prix Goya et de deux Prix ACE.
Elle est à ce jour l'une des sept actrices à avoir reçu le Prix National de Cinéma du Ministère espagnol de la Culture, avec Carmen Maura, Rafaela Aparicio, Marisa Paredes, Mercedes Sampietro, Maribel Verdú et Ángela Molina.

## Filmographie
- 1959 : Tenemos 18 años de Jesús Franco
- 1959 : L'Appartement de Marco Ferreri - Sœur de Petrita
- 1960 : La Petite Voiture de Marco Ferreri - Matilde
- 1963 : Le Bourreau de Luis García Berlanga - Estefanía
- 1964 : Le Grand Défi (Ercole, Sansone, Maciste e Ursus gli invincibili) de Giorgio Capitani - la mère d'Ursus
- 1964 : El extraño viaje de Fernando Fernán Gómez - Doña Teresa
- 1967 : Opération Re Mida (Lucky, el intrépido) de Jesús Franco - Madame Linda
- 1970 : Les Inassouvies de Jess Franco - Madame Mistival
- 1977 : Camada negra de Manuel Gutiérrez Aragón
- 1980 : El nido de Jaime de Armiñán - Amparo
- 1982 : La Ruche de Mario Camus - Doña Rosa
- 1985 : La vaquilla de Luis García Berlanga - Juana
- 1986 : El viaje a ninguna parte de Fernando Fernán Gómez - Julia Iniesta
- 1991-1993 : Farmacia de guardia d'Antonio Mercero - Doña Rosa